# Charles Toubé
Charles Toubé, né le 22 janvier 1958 à Yaoundé au Cameroun français et mort le 4 août 2016 à Douala au Cameroun, est un joueur de football international camerounais, qui évoluait au poste de milieu de terrain.

## Biographie

### Carrière en sélection
Avec l'équipe du Cameroun, il figure dans le groupe des sélectionnés lors de la Coupe du monde de 1982 (sans toutefois jouer de match).
Il participe également à la Coupe d'Afrique des nations de 1984, ainsi qu'aux JO de 1984. Il dispute trois matches lors du tournoi olympique.
Charles Toubé meurt de maladie le 4 août 2016.

## Palmarès
Canon Yaoundé
| - Championnat du Cameroun (3) : - Champion : 1979, 1980 et 1982. - Coupe du Cameroun (1) : - Vainqueur : 1978. - Finaliste : 1980. |  | - Coupe des clubs champions africains (2) : - Vainqueur : 1978 et 1980. - Coupe d'Afrique des vainqueurs de coupe (1) : - Vainqueur : 1979. |